# La leggenda dell'edelweiss
La leggenda dell'edelweiss è un cortometraggio muto scritto e diretto da Romolo Bacchini.
La pellicola, un film a 35 mm girato quasi completamente tra le montagne di Macugnaga nel 1921 e uscito nel 1922, fu considaterata perduta nel dopoguerra fino alla metà degli anni '80 del XX secolo, allorquando venne ritrovata una copia originale, infiammabile e con viraggi in diversi colori, che è stata restaurata nei laboratori del MICS (Museo internazionale del cinema e dello spettacolo) nel 1988.